# Pehuensat-1
Pehuensat-1 (auch OSCAR 63 oder PO-63) war ein argentinischer Amateurfunksatellit.
Der Satellit wurde am 10. Januar 2007 mit einer indischen PSLV-Rakete vom Satish Dhawan Space Centre gestartet. Er macht Sprachaussendungen auf Spanisch, Hindi und Englisch im 2-Meter-Band.
Der Name beruht auf der Mapuche-Bezeichnung der Chilenischen Araukarie (spanisch Pehuén). Seine COSPAR-Bezeichnung ist 2007-001D.
Pehuensat-1 trat am 16. Januar 2023 wieder in die Erdatmosphäre ein und verglühte.